# Динамо (футбольний клуб, Санкт-Петербург)
ФК «Дина́мо» (Санкт-Петербург) — російський футбольний клуб з Санкт-Петербурга, виступав у ФНЛ.

## Історія
Клуб був заснований в 1922 році. 22 травня 1936 року брав участь у першому матчі чемпіонату СРСР. У 1954 на базі «Динамо» була створена команда «Трудові резерви». У 1954—1959 команда «Динамо» в чемпіонатах СРСР не брала участь. У 1960 році замість розформованої команди «Трудові резерви» на футбольній карті СРСР знову з'явилося ім'я «Динамо», але вже у класі «Б». Після сезону 2003 року клуб припинив існування. У 2004 році була зроблена спроба відродити команду, заявивши її в першість Північно-Західного регіону, однак буквально за кілька днів до першого матчу сезону заявка «Динамо» була відкликана. Згодом цей колектив був заявлений на першість Північно-Західного регіону під іменем «Діскавері». У 2004—2006 команда «Динамо» в першості Росії не брала участь. У березні 2007 року на підставі рішення Центральної ради Громадсько-державного об'єднання Всеросійського фізкультурно-спортивного товариства «Динамо» футбольний клуб «Динамо» був відтворений на базі клубу «Петротрест». 22 жовтня 2009 року, за два тури до фінішу першості, «Динамо» посіло перше місце в зоні «Захід» Другого дивізіону ПФЛ і здобуло право на виступ у Першому дивізіоні.
З 2 жовтня 2008 по 18 листопада 2009 команду тренував Едуард Малофєєв. З 23 грудня по 15 квітня команду очолював Олександр Авер'янов. Після його відставки виконувачем обов'язків головного тренера був призначений 23-річний Григорій Михалюк,який вже самостійно тренував команду на Кубку ПФЛ 2009. 19 травня 2010 року головним тренером команди був призначений Борис Журавльов, в липні Малофєєв повернувся на пост головного тренера. У середині серпня, після того, як клуб опустився на останнє місце, головним тренером став Сергій Францев. Малофєєв перейшов на посаду тренера-консультанта.
Влітку 2018 року на базі «Динамо СПб» було створено новий клуб в місті Сочі. Новому клубу буде предоставлено місце «Динамо СПб» в Футбольній національній лізі.. Лишилися тільки молодіжна та дитячо–юнацькі команди, які виступають у першості Санкт–Петербурга.

### Відродження клубу в 2019 році.
В квітні 2019 року ФК «Динамо» було відтворено на базі розформованого аматорського футбольного клубу «ЛАЗ» за підтримки бізнесмена Костянтина Самсонова.  З дозволу петербурзької та ленінградської обласної організації СДО ВФСТ «Динамо» було погоджено використання бренду «Динамо».
Новий клуб взяв участь у розіграші 14-го Кубку чемпіонів МРО «Північний Захід» у Великому Новгороді. Головним тренером став колишній гравець біло–блакитних футболіст Юрій Солнцев, а його помічником став В'ячеслав Родін. Керівником команди тоді був Сергій Яблоков, який раніше обіймав посаду генерального директора в клубі «ЛАЗ». В финалі 27 квітня «Динамо» перемогло петрозаводський «Тріумф» 4:1 і стало володарем Кубку.
В подальшому клуб було заявлено для участі в чемпіонаті та кубку Санкт-Петербурга, а також у розіграші зонального етапу кубку Росії серед команд МРО «Північний Захід» 2019 року. Домашньою ареною в міському чемпионаті став стадіон «Динамо».
12 жовтня 2019 року «Динамо» виграло кубок Росії серед команд 3 дивізіону зони «Північний Захід», перемігши у фіналі Хімік із Коряжми з рахунком 1:0.. В чемпионаті Санкт-Петербурга посіло 2-е місце. Найкращим бомбардиром команди, забивши 8 мячів в 9 матчах, став Дмитро Прошин. 3 листопада 2019 року Динамо завоювало Кубок Санкт-Петербурга серед чоловічих команд, перемігши у фіналі СШОР «Зеніт» з рахунком 2:0..
В міжсезоння «Динамо» взяло участь в Зимовій першості Санкт–Петербурга 2019/2020, а також у XXI Зимовому турнірі МРО «Північний Захід» на призи уповноваженного представника президента РФ. За підсумками XXI Зимового турніру МРО «Північний Захід» «Динамо» посіло останнє місце. 8 березня 2020 «Динамо» здобуло золоті медалі Зимової першості Санкт-Петербурга 2019/2020.
29 травня 2020 з'явилась інформация щодо подготовки клуба до ліцензіювання в ПФЛ. 1 червня стало відомо, що «Динамо» може виступити в ПФЛ в сезоні 2020/2021, а також, що в керівництво клубу може увійти колишній воротар «Зеніту» та бізнесмен В'ячеслав Малафєєв. Однак, вже 3 червня сам колишній футболист спростував цю інформацію. 22 червня з'явилась інформация, що клуб уже здобув ліцензію, але 25 червня президент «Динамо» Костянтин Самсонов повідомив, що документи для її здобуття лиш подано до РФС. 9 липня 2020 року стало відомо, що в сезоні 2020/2021 петербурзька команда виступати в ПФЛ не буде. За рекомендацією заступника голови Центральної ради товариства «Динамо», Миколи Толстих, клуб буде виступати у першості серед аматорських клубів 2020. Також колектив продовжив виступати в міських змаганнях. 7 серпня стало відомо, що новим головним тренером команди став Сергій Полтавець, а його помічником Костянтин Анісімов.

## Назви
- 1922—1924 — команда Петроградського губернського відділу державного політичного управління.
- 1924—1953, 1960—1991, Серпень 1995-2000, 2007—2010, 2013—2015 — «Динамо»
- 1990—серпень — 1995 — «Прометей-Динамо»
- 2000 — «Динамо-Стройімпульс»
- 2001—2003 — «Динамо СПб»
- з липня 2015-го — «Динамо—Санкт–Петербург»

## Факти з історії
- В 1997 році, в рік 100-річчя російського футболу, клуб був нагороджений дипломом Російського футбольного союзу «За великий внесок у розвиток російського футболу».
- 14 вересня 2002 року «Динамо» здобуло на стадіоні «Петровський» свою одну з двох найгучніших перемог в російській історії, вибивши з розіграшу на стадії 1/16 фіналу Кубку Росії чинного володаря трофея — ЦСКА, до того часу жодного разу в російській історії не зазнавав поразок на такій ранній стадії турніру. Програючи на самому початку гри 0:2 після голів Сергія Семака і Ролана Гусєва (з пенальті), «Динамо» відіграло один гол до перерви - в середині першого тайму м'яч забив Роман Орещук, а потім перевело гру в додатковий час: на початку другого тайму відзначився Рімантас Жвінгілас. На 9-ій хвилині додаткового часу Андрій Лаврик забив перший в історії російського футболу золотий гол і приніс «Динамо» сенсаційну перемогу над майбутнім срібним призером чемпіонату.
- 21 вересня 2017 року «Динамо» здобуло найгучнішу перемогу в своїй новітній історії, обігравши в додатковий час в 1/16 Кубку Росії свого найпринциповішого суперника —  петербурзький «Зеніт» — з рахунком 3:2. Після першого тайму завдяки голам Артема Кулішева та Максима Барсова «Динамо» вело 2:0. Протягом перших двадцяти хвилин другого тайму Зеніт відіграв два м'ячі, перехопив ініціативу, проте чогось більшого не добився. Долю матча вирішив Артем Кулішев, забивши вирішальний гол з пенальті на 112-й хвилині. Це була перша за понад 50 років перемога в петербурзькому дербі.

## Результати

### СРСР
| Рік          | Змагання                    | Місце | І  | В  | Н   | П  | М     | Тренер                            | Примітки                                    |
| ------------ | --------------------------- | ----- | -- | -- | --- | -- | ----- | --------------------------------- | ------------------------------------------- |
| 1936 (весна) | Група «А»                   | 6     | 6  | 1  | 1   | 4  | 5-12  |                                   |                                             |
| 1936 (осінь) | Група «А»                   | 7     | 7  | 1  | 3   | 3  | 7-15  |                                   |                                             |
| 1937         | Група «А»                   | 7     | 16 | 2  | 9   | 5  | 21-25 | Михайло Бутусов                   |                                             |
| 1938         | Група «А»                   | 7     | 25 | 12 | 6   | 7  | 52-32 | Михайло Бутусов                   |                                             |
| 1939         | Група «А»                   | 10    | 26 | 8  | 6   | 12 | 41-56 |                                   |                                             |
| 1940         | Група «А»                   | 5     | 24 | 11 | 5   | 8  | 47-44 |                                   |                                             |
| 1941         | Група «А»                   | 3     | 11 | 5  | 4   | 2  | 20-11 |                                   | Чемпіонат не дограли                        |
| 1945         | Перша група                 | 5     | 22 | 11 | 3   | 8  | 42-29 |                                   |                                             |
| 1946         | Перша група                 | 5     | 22 | 10 | 4   | 8  | 37-35 |                                   |                                             |
| 1947         | Перша група                 | 10    | 24 | 7  | 5   | 12 | 32-48 |                                   |                                             |
| 1948         | Перша група                 | 6     | 26 | 10 | 5   | 11 | 42-47 | Михайло Бутусов                   |                                             |
| 1949         | Перша група                 | 9     | 34 | 12 | 10  | 12 | 53-53 | Михайло Бутусов                   |                                             |
| 1950         | Клас «А»                    | 8     | 36 | 14 | 10  | 12 | 63-50 | Михайло Бутусов                   |                                             |
| 1951         | Клас «А»                    | 9     | 28 | 11 | 5   | 12 | 46-53 | Михайло Бутусов                   |                                             |
| 1952         | Клас «А»                    | 5     | 13 | 5  | 5   | 3  | 17-17 | Михайло Бутусов                   |                                             |
| 1953         | Клас «А»                    | 10    | 20 | 5  | 4   | 11 | 20-33 | Михайло Бутусов, Валентин Федоров | Команда розформована                        |
| 1954*        | Клас «А»                    | 4     | 24 | 8  | 10  | 6  | 29-25 | Олександр Абрамов                 | На базі «Динамо» створені «Трудові резерви» |
| 1955*        | Клас «А»                    | 10    | 22 | 5  | 6   | 11 | 28-41 | Олександр Абрамов                 |                                             |
| 1956*        | Клас «А»                    | 12    | 22 | 3  | 7   | 12 | 25-47 | Олександр Абрамов                 | Вилетів до Клас «Б»                         |
| 1957*        | Клас «Б», 2 зона            | 3     | 34 | 21 | 5   | 8  | 68-32 |                                   |                                             |
| 1958*        | Клас «Б», 1 зона            | 2     | 30 | 16 | 10  | 4  | 52-23 |                                   |                                             |
| 1959*        | Клас «Б», 2 зона            | 1     | 28 | 19 | 6   | 3  | 55-19 | Герман Зонін                      | Команда «Трудові резерви» розформована      |
| 1960         | Клас «Б», 2 зона            | 9     | 28 | 9  | 6   | 13 | 46-43 |                                   | Команді повернуто назву «Динамо»            |
| 1961         | Клас «Б», 2 зона            | 3     | 24 | 15 | 4   | 5  | 49-22 |                                   | Зайняв місце «Адміралтейця» в Класі «А»     |
| 1962         | Клас «А»                    | 16    | 30 | 8  | 6   | 16 | 27-49 |                                   |                                             |
| 1963         | Перша група «А»             | 16    | 38 | 7  | 15  | 16 | 37-51 | Геннадій Бондаренко               | Вилетів в Другу групу «А»                   |
| 1964         | Друга група «А»             | 18    | 38 | 14 | 10  | 14 | 46-41 | Геннадій Бондаренко               |                                             |
| 1965         | Друга група «А»             | 20    | 46 | 17 | 14  | 15 | 70-59 |                                   |                                             |
| 1966         | Друга група «А», 2 підгрупа | 5     | 34 | 15 | 8   | 11 | 40-32 |                                   |                                             |
| 1967         | Друга група «А», 1 підгрупа | 6     | 38 | 16 | 11  | 11 | 46-29 | Геннадій Бондаренко               |                                             |
| 1968         | Друга група «А», 1 підгрупа | 6     | 40 | 16 | 14  | 10 | 70-39 | Геннадій Бондаренко               |                                             |
| 1969         | Друга група «А», 1 підгрупа | 2     | 38 | 23 | 8   | 7  | 59-27 |                                   |                                             |
| 1970         | Перша група «А»             | 6     | 42 | 19 | 9   | 14 | 62-49 |                                   |                                             |
| 1971         | Перша ліга                  | 10    | 42 | 14 | 12  | 16 | 35-40 |                                   |                                             |
| 1972         | Перша ліга                  | 20    | 38 | 7  | 14  | 17 | 32-53 |                                   | Вилетів у Другу лігу                        |
| 1973         | Друга ліга, 2 зона          | 6     | 32 | 13 | 5+2 | 12 | 43-32 |                                   |                                             |
| 1974         | Друга ліга, 2 зона          | 1     | 40 | 26 | 10  | 4  | 70-25 |                                   |                                             |
| 1974         | Друга ліга, Півфінал        | 3     | 5  | 2  | 0   | 3  | 6-8   |                                   |                                             |
| 1975         | Друга ліга, 2 зона          | 2     | 34 | 20 | 10  | 4  | 58-24 |                                   |                                             |
| 1975         | Друга ліга, Півфінал        | 3     | 5  | 3  | 0   | 2  | 6-6   |                                   |                                             |
| 1976         | Друга ліга, 3 зона          | 1     | 40 | 24 | 10  | 6  | 78-32 |                                   |                                             |
| 1976         | Друга ліга, Фінал           | 1     | 2  | 1  | 1   | 0  | 4-3   |                                   | Перейшов у Першу лігу                       |
| 1977         | Перша ліга                  | 13    | 38 | 11 | 12  | 15 | 51-54 |                                   |                                             |
| 1978         | Перша ліга                  | 19    | 38 | 7  | 13  | 18 | 47-65 |                                   |                                             |
| 1979         | Перша ліга                  | 22    | 46 | 15 | 8   | 23 | 52-57 |                                   | Вилетів у Другу лігу                        |
| 1980         | Друга ліга СРСР, 1 зона     | 13    | 36 | 11 | 9   | 16 | 38-47 |                                   |                                             |
| 1981         | Друга ліга СРСР, 1 зона     | 3     | 32 | 18 | 6   | 8  | 48-34 |                                   |                                             |
| 1982         | Друга ліга СРСР, 5 зона     | 12    | 30 | 7  | 9   | 14 | 33-37 |                                   |                                             |
| 1983         | Друга ліга СРСР, 5 зона     | 14    | 32 | 10 | 6   | 16 | 29-40 |                                   |                                             |
| 1984         | Друга ліга СРСР, 5 зона     | 14    | 34 | 7  | 10  | 17 | 36-55 | Геннадій Бондаренко               |                                             |
| 1985         | Друга ліга СРСР, 5 зона     | 16    | 30 | 5  | 4   | 21 | 22-55 | Геннадій Бондаренко               |                                             |
| 1986         | Друга ліга СРСР, 5 зона     | 15    | 30 | 7  | 4   | 19 | 26-59 | Геннадій Бондаренко               |                                             |
| 1987         | Друга ліга СРСР, 5 зона     | 18    | 34 | 7  | 3   | 24 | 23-60 | Геннадій Бондаренко               |                                             |
| 1988         | Друга ліга СРСР, 5 зона     | 13    | 34 | 7  | 15  | 12 | 42-42 | Сергій Савченков                  |                                             |
| 1989         | Друга ліга СРСР, 5 зона     | 21    | 42 | 5  | 12  | 25 | 39-88 |                                   | Вилетів у Другу нижчу лігу                  |
| 1990         | Друга нижча ліга, 6 зона    | 11    | 32 | 8  | 12  | 12 | 32-38 |                                   |                                             |
| 1991         | Друга нижча ліга, 6 зона    | 1     | 42 | 29 | 7   | 6  | 72-25 |                                   | Отримав право перейти у Другу лігу          |

- — з урахуванням виступів команди «Трудові резерви»

### Росія
| Рік     | Змагання                              | Місце | І  | В  | Н  | П  | М'ячі | Тренер                                                                                          | Примітки                                                                           |  |
| ------- | ------------------------------------- | ----- | -- | -- | -- | -- | ----- | ----------------------------------------------------------------------------------------------- | ---------------------------------------------------------------------------------- |  |
| 1992    | Перша ліга, зона «Захід»              | 17    | 34 | 6  | 9  | 19 | 36-65 | Володимир Пронін, Володимир Гончаров                                                            |                                                                                    |  |
| 1993    | Друга ліга, 5 зона                    | 10    | 30 | 11 | 4  | 15 | 27-41 | Володимир Гончаров                                                                              | Переведено в Третю лігу                                                            |  |
| 1994    | Третя ліга, 4 зона                    | 6     | 24 | 10 | 5  | 9  | 32-23 | Олександр Федоров                                                                               |                                                                                    |  |
| 1995    | Третя ліга, 4 зона                    | 2     | 24 | 15 | 4  | 5  | 39-17 | Олександр Федоров                                                                               | Перейшов у Другу лігу                                                              |  |
| 1996    | Друга ліга, зона «Захід»              | 20    | 38 | 3  | 10 | 25 | 26-81 | Олександр Федоров                                                                               | Переведено у зону «Центр»                                                          |  |
| 1997    | Друга ліга, зона «Центр»              | 18    | 40 | 8  | 10 | 22 | 38-69 | Марк Рубін                                                                                      | Переведено у зону «Захід»                                                          |  |
| 1998    | Друга ліга, зона «Захід»              | 8     | 40 | 21 | 10 | 9  | 47-27 | Борис Раппопорт                                                                                 |                                                                                    |  |
| 1999    | Друга ліга, зона «Захід»              | 13    | 38 | 11 | 12 | 15 | 31-39 | Борис Раппопорт                                                                                 | Втратив статус професійного клубу і заявився в КФК                                 |  |
| 2000    | КФК, зона МРО «Північний захід»       | 2     |    |    |    |    |       | Сергій Герасимець, Сергій Ломакін                                                               | Перейшов у Другий дивізіон завдяки перемозі в Кубку Росії серед аматорських клубів |  |
| 2001    | Другий дивізіон, зона «Захід»         | 1     | 38 | 29 | 6  | 3  | 84-21 | Сергій Ломакін, Сергій Вєдєнєєв                                                                 | Перейшов у Перший дивізіон завдяки перемозі в стикових матчах                      |  |
| 2002    | Перший дивізіон                       | 16(4) | 34 | 9  | 9  | 16 | 28-56 | Сергій Ломакін, Дмитро Галямін, Валерій Гладілін                                                |                                                                                    |  |
| 2003    | Перший дивізіон                       | 5     | 42 | 23 | 8  | 11 | 66-37 | Олег Долматов, Володимир Козачонок                                                              | Команда була розформована                                                          |  |
| 2007    | Другий дивізіон, зона «Захід»         | 3     | 30 | 14 | 11 | 5  | 47-27 | Сергій Дмітрієв, Юрій Желудков, Леонід Ткаченко                                                 |                                                                                    |  |
| 2008    | Другий дивізіон, зона «Захід»         | 7     | 34 | 15 | 8  | 13 | 55-45 | Леонід Ткаченко, В'ячеслав Мельников, Едуард Малофєєв                                           |                                                                                    |  |
| 2009    | Другий дивізіон, зона «Захід»         | 1     | 36 | 24 | 7  | 5  | 63-28 | Едуард Малофєєв                                                                                 | Перейшов у Перший дивізіон                                                         |  |
| 2010    | ФНЛ                                   | 16    | 38 | 9  | 10 | 19 | 53–32 | Олександр Авер'янов, Григорій Михалюк (в. о.), Борис Журавльов, Едуард Малофєєв, Сергій Францев | Втратив статус професійного клубу і заявився в КФК                                 |  |
| 2013/14 | ФНЛ                                   | 13    | 36 | 12 | 7  | 17 | 38–46 | Борис Журавльов, Павло Гусєв                                                                    |                                                                                    |  |
| 2014/15 | ФНЛ                                   | 18    | 34 | 2  | 7  | 25 | 18–63 | Адьям Кузяєв                                                                                    | Клуб розформовано, проте згодом відроджено                                         |  |
| 2015/16 | Другий дивізіон, зона «Захід»         | 7     | 28 | 14 | 5  | 9  | 44–31 | Олександр Точилін                                                                               |                                                                                    |  |
| 2016/17 | Другий дивізіон, зона «Захід»         | 1     | 26 | 20 | 4  | 2  | 63–19 | Олександр Точилін                                                                               | Перейшов у першість ФНЛ                                                            |  |
| 2017/18 | ФНЛ                                   | 6     | 38 | 13 | 16 | 9  | 52–47 | Олександр Точилін                                                                               | Клуб розформовано                                                                  |  |
| 2019    | Чемпіонат Санкт–Петербурга            | 2     | 21 | 12 | 6  | 3  | 44–20 | Юрій Солнцев                                                                                    | Відновлений на базі клубу «ЛАЗ».                                                   |  |
| 2020    | Третій дивізіон МРО «Північний Захід» | 1     | 3  | 3  | 0  | 0  | 10–3  | Сергій Полтавець                                                                                |                                                                                    |  |

### Кубок СРСР
- 1936 — 1/4 фіналу
- 1937 — 1/16 фіналу
- 1938 — 1/2 фіналу
- 1939 — 1/16 фіналу
- 1944 — 1/4 фіналу
- 1945 — 1/4 фіналу
- 1946 — 1/8 фіналу
- 1947 — 1/2 фіналу
- 1948 — 1/8 фіналу
- 1949 — 1/16 фіналу
- 1950 — 1/16 фіналу
- 1951 — 1/16 фіналу
- 1952 — 1/2 фіналу
- 1953 — 1/8 фіналу
- 1961 — 1/128 фіналу
- 1962 — 1/16 фіналу
- 1963 — 1/4 фіналу
- 1964 — 1/64 фіналу
- 1965 — 1/4 фіналу
- 1965/1966 — 1/8 фіналу
- 1966/1967 — 1/64 фіналу
- 1967/1968 — 1/16 фіналу
- 1969 — 1/64 фіналу
- 1970 — 1/64 фіналу
- 1971 — 1/16 фіналу
- 1972 — 1/8 фіналу
- 1977 — 1/32 фіналу
- 1978 — 1/32 фіналу
- 1979 — 1 зона, 6 місце
- 1980 — 5 зона, 5 місце

### Приз всесоюзного комітету
- 1952 — фінал, 6 місце

### Кубок РРФСР
- 1974 — ?
- 1981 — ?
- 1988 — ?
- 1990 — 1/4 фіналу
- 1991 — ?

### Кубок Росії

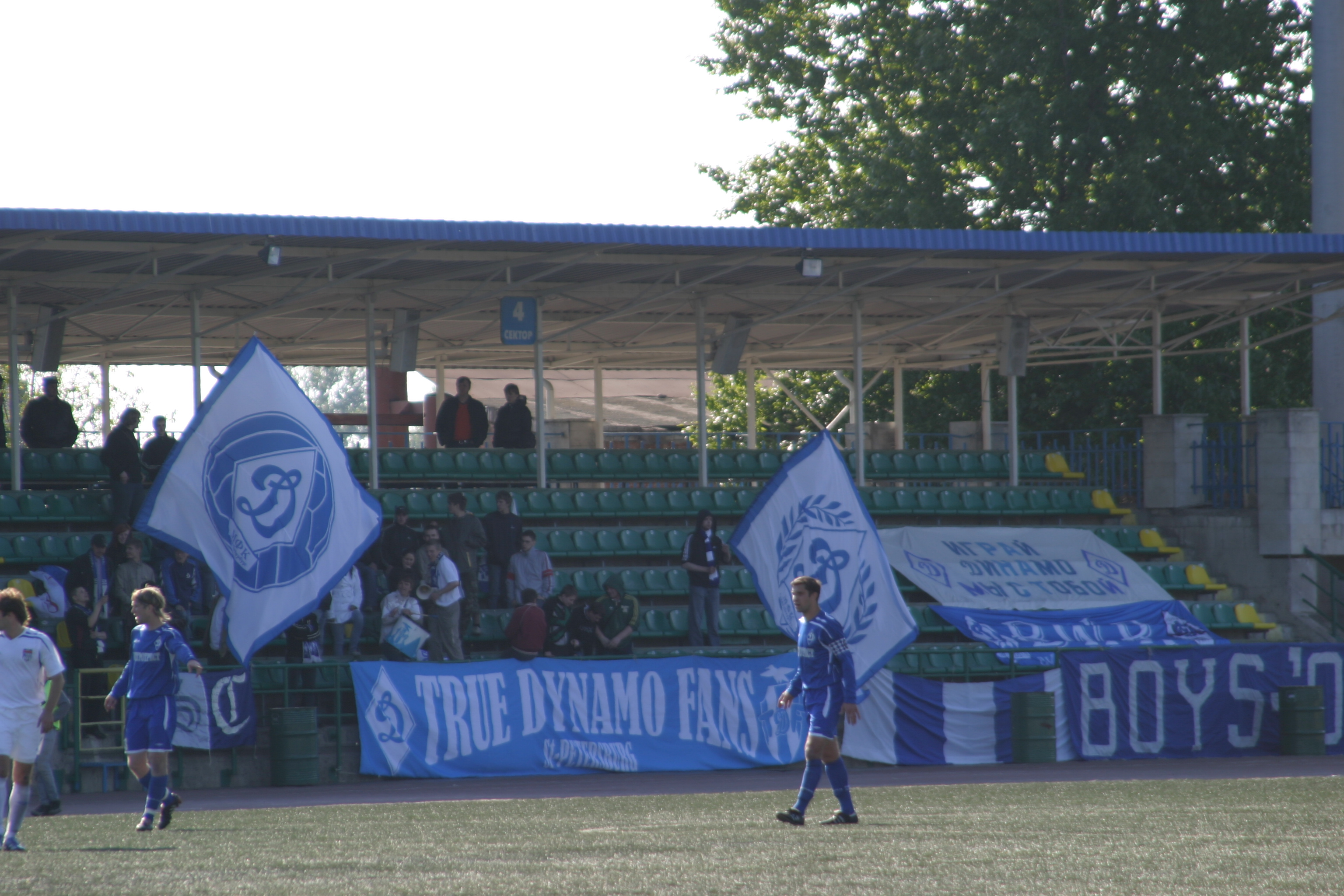
Динамо СПб

- 1992/1993 — 1/64 фіналу
- 1993/1994 — 1/64 фіналу
- 1994/1995 — 1/256 фіналу
- 1995/1996 — 1/128 фіналу
- 1996/1997 — 1/128 фіналу
- 1997/1998 — 1/128 фіналу
- 1998/1999 — 1/16 фіналу
- 1999/2000 — 1/64 фіналу
- 2000/2001 — 1/256 фіналу
- 2001/2002 — 1/64 фіналу
- 2002/2003 — 1/8 фіналу
- 2003/2004 — 1/16 фіналу
- 2007/2008 — 1/128 фіналу
- 2008/2009 — 1/256 фіналу
- 2009/2010 — 1/256 фіналу
- 2010/2011 — 1/16 фіналу
- 2013/2014 — 1/32 фіналу
- 2014/2015 — 1/32 фіналу
- 2015/2016 — 1/256 фіналу
- 2016/2017 — 1/64 фіналу
- 2017/2018 — 1/8 фіналу

### Кубок Росії серед аматорських клубів
- 2000 — Володар (перемога в цьому турнірі дозволила команді заявитися в 2001 р. в другий дивізіон).

### Кубок МРО Північний захід
- 2000, 2008. 2019 — Володар

### Кубок ПФЛ
2009 рік - 3 місце

### Футбольна школа
Протягом багатьох років футбольна школа «Динамо» впевнено виступала в чемпіонаті Санкт-Петербурга у вищій групі і поставляла до команди майстрів молодих футболістів. Перед сезоном 2004 року була організована друга дитячо-юнацька школа «Динамо», виступає у другій групі першості Санкт-Петербурга з футболу під назвою «Спорт-Динамо» (іноді у зв'язку з тим, що назва «Спорт» була запозичена у першої футбольної команди Санкт-Петебруга , заснованої в 1897 році, колектив називали «Спорт-1897 - Динамо»). Починаючи з 2004 року після позбавлення ФК «Динамо» статусу професійного клубу почався поступовий відтік талановитих молодих футболістів в інші дитячо-юнацькі школи і занепад школи «Динамо». Після закінчення сезону 2006 року школа «Спорт-Динамо» здобула самостійність і була перейменована в «Спорт-1897». У сезоні 2007 року колектив «Динамо» за результатами чемпіонату покинув вищу лігу, посівши в ній останнє місце. Професійний футбольний клуб «Динамо» (президент: Леонід Цапу) з метою економії відмовився від підтримки дитячо-юнацької школи. До 2008 року діти грали у формі, купленої ще в 2003 році за Сергія Амеліна. У сезоні 2008 року колектив «Динамо» виграв першість Санкт-Петербурга серед команд першої групи і отримав право повернутися у вищу лігу.
Тим не менше в 2009 році клуб уклав договір про співпрацю з ДЮСШ «Московська застава», виступає в першій лізі міських змагань, що викликало невдоволення серед уболівальників: зокрема, з заявою виступили дві авторитетні організовані угруповання вболівальників:
- «Біло-блакитні рейнджери» (англ. Blue-white rangers, BWR):

| У зв'язку з тим, що керівництво клубу «Динамо СПб» відмовилося від історичної школи ДЮСШ «Динамо Санкт-Петербург» на користь ДЮСШ «Московська застава», тим самим втративши зв'язок зі своїми історичними коренями і легендарним ім'ям «Динамо Санкт-Петербург», ми вважаємо, що нинішня назва «Динамо Санкт-Петербург» є тільки брендом і не згодні з політикою, яку веде керівництво клубу. Ми також вважаємо, що клуб при такому керівництві не гідний носити велике ім'я «Динамо» і продовжувати роботу в цій сфері. |
- «Вірні фанати Динамо» (англ. True Dynamo Fans):

| В умовах ситуації, що склалася з відмовою керівництва ФК «Динамо Санкт-Петербург» від ДЮСШ «Динамо Санкт-Петербург», ми заявляємо, що подібні кроки не припустимі для клубу з великим ім'ям «Динамо». Нам абсолютно ясно, що керівництво клубу не планує вирішувати якісь довгострокові завдання і тому не бажає витрачати гроші на розвиток Динамівській школи. Ми вважаємо цей крок рівносильним відмови від імені Динамо з боку керівництва клубу і вимагаємо: 1) Здійснювати фінансову підтримку ДЮСШ Динамо в повному обсязі 2) Почитати історичні дати в історії Динамо 3) Зважати на думку вболівальників Якщо до кінця лютого не буде організовано фінансування школи, то ми будемо робити все від нас залежне, щоб змінити керівництво клубу. А до 31 травня 2009 року мають бути виконані всі наші умови! |
Технічний директор клубу Валентин Белавін пояснив подію тим, що клуб був змушений підкоритися вищестоящому рішенню губернатора Санкт-Петербурга Валентини Матвієнко
У грудні 2009 року було прийнято рішення про відновлення співпраці зі школою та про комплектування складу команди «Динамо-2», яке виступає у першості Санкт-Петербурга, вихованцями школи «Динамо» 
3 грудня 2015 року було заявлено, що клуб підтримує міські команди у змаганнях.
Однак клуб «Динамо» не долучив до своєї системи аматорську команду вихованців ДЮСШ «Динамо», яка грала у міськім чемпіонаті через ряд юридичних причин. Хоча сезон 2015 команда завершила на 4 місці. У сезоні 2016 міська аматорська команда «Динамо», яка довго  грала у міськім чемпіонаті, перестала існувати.

## Динамо–2
13 вересня 2016 року клуб заявив молодіжну команду «Динамо-СПБ-м» у Третій дивизіон.  За команду заявлені гравці як міського «Динамо-м», так і молоді футболісти професійної команди.
25 травня 2017 молодіжну команду перетворено на фарм–клуб під назвою «Динамо–СПб–2» і заявлено для участі в першості ПФЛ зони «Захід» сезону 2017/2018 
По завершенню сезону 2017/2018 команду було розформовано через переїзд основної команди до Сочі.

## Футбол і політика
У 2003 р. під час губернаторських виборів в Санкт-Петербурзі президент «Динамо» Сергій Амелін відкрито підтримував Анну Маркову, яка програла боротьбу за губернаторську посаду Валентині Матвієнко. Є думка, що саме помста Валентини Матвієнко, яка вирішила наочно продемонструвати неприпустимість політичної незгоди з нею, стала причиною розформування професійної команди «Динамо» після сезону 2003. Відразу після виборів адміністрація міста припинила фінансування команди.

## Відомі гравці

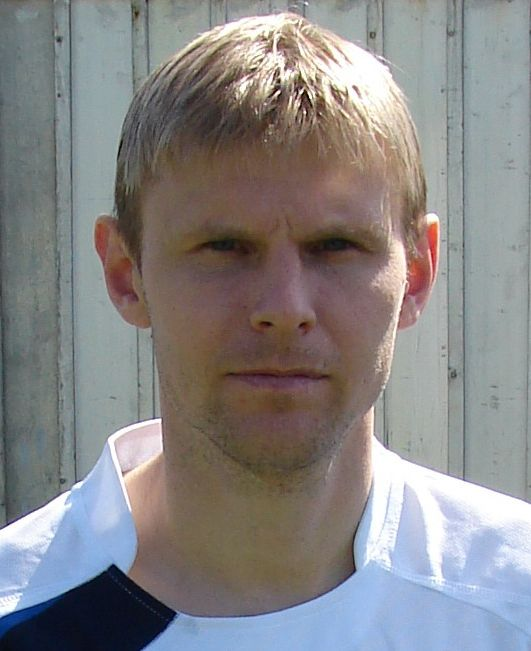
Басков Владислав

- Владислав Басков
- Олександр Панов
- Олександр Макаров
- Дмитро Давидов
- Андрій Кондрашов
- Дмитро Єпіфанов
- Костянтин Лобов
- Костянтин Лепьохін
- Михайло Козлов
- Роман Орещук
- Любомир Кантоністов
- Єгор Шевченко
- В'ячеслав Личкін
- Олександр Чайка
- Андрій Лаврик
- Саша Іліч
- Сергій Рогачов
- Олег Шишкін